# Gåstjärnen (Degerfors socken, Västerbotten, 715437-169395)
Gåstjärnen är en sjö i Vindelns kommun i Västerbotten och ingår i Sävaråns huvudavrinningsområde. Gåstjärnen ligger i Sävarån Natura 2000-område.